# Diomedes Cato
Diomedes Cato, auch Diomedes Venetus (* nach 1560 bei Treviso; † nach 1618 in Polen), war ein italienischer Komponist und Lautenist der Renaissance und des Frühbarock, der in Polen gewirkt hat.

## Leben
In verschiedenen zeitgenössischen Berichten und Quellen wird er oft nur als Diomedes erwähnt. Um 1565 floh seine Familie, die protestantisch war, vor der Inquisition aus Venetien nach Polen und ließ sich dort nieder. Cato kam als Lautenist in den Dienst von König Sigismund III. Wasa.

## Werk
Catos kompositorisches Schaffen umfasst mehrstimmige Instrumental- wie Vokalmusik, darunter Präludien, Fantasien, Fugen, Tänze, wie Gaillarden und Passamezzos, sowie Madrigale. Er vermischte den Stil der Spätrenaissance mit dem des Frühbarock genauso wie italienische Idiome mit polnischen Volksthemen.